# Chrístos Chryssópoulos
Chrístos Chryssópoulos (en grec moderne : Χρήστος Χρυσόπουλος), né à Athènes en 1968, est un romancier, essayiste et traducteur grec.

## Biographie
Boursier du programme de création littéraire de la faculté de littérature américaine à l'Université Aristote de Thessalonique, il devient, après ses études, conférencier invité à l'Université de l'Iowa et chercheur à l'Université de Chicago. Chryssópoulos séjourne à Zurich d'août à décembre 2020 en tant qu'invité du Literaturhaus Zürich et de la Fondation PWG.
Il publie régulièrement des articles dans des revues littéraires et politiques grecques. Il est également traducteur depuis l'anglais vers le grec moderne.
Ses romans expriment le désenchantement de toute une génération.

## Œuvres traduites en français
- Athènes, le sable et la poussière, avec Alexandros Assonitis, Christos Chomenidis et al., traduit par Anne-Laure Brisac et Jean-Louis Boutefeu, Paris, Éditions Autrement, coll. « Romans d'une ville », 2004, 189 p.  (ISBN 2-7467-0520-6)
- Le Manucure, traduit par Anne-Laure Brisac, Arles, France, Éditions Actes Sud, coll. « Lettres grecques », 2005, 128 p.  (ISBN 978-2-7427-5860-9)
- Monde clos, traduit par Anne-Laure Brisac, Arles, France, Éditions Actes Sud, coll. « Lettres grecques », 2007, 208 p.  (ISBN 978-2-7427-6678-9)[3]
- La Destruction du Parthénon, traduit par Anne-Laure Brisac, Arles, France, Éditions Actes Sud, coll. « Lettres grecques », 2012, 96 p.  (ISBN 978-2-330-00525-2)
- Une lampe entre les dents, traduit par Anne-Laure Brisac, Arles, France, Éditions Actes Sud, coll. « Lettres grecques », 2013
- Terre de colère, traduit par Anne-Laure Brisac, Éditions La Contre-allée, coll. « Fictions d'Europe », 2015, France, 90 p.  (ISBN 978-2-917817-35-3)
- La Tentation du vide. Shunyata, traduit par Anne-Laure Brisac, Arles, France, Éditions Actes Sud, coll. « Lettres grecques », 2016
- Athènes-Disjonction, traduit par Anne-Laure Brisac, Paris, France, Éditions Signes et balises, 2016, 96 p.  (ISBN 978-2-9545163-4-9)